# Wilhelmine Franck
Wilhelmine Franck, född 1798, död efter 1834, var en norsk (ursprungligen dansk) skådespelare och danslärare. 
Hon var dotter till teaterdirektör Gotthard Steiner (ca. 1768-1831) och skådespelaren Sophie Marie Dorothea Cartum (eller Cortæus) (1776-1852) och syster till skådespelarna Doris Bigum och Amalie Huusher. Hon var från barndomen (senast från 1805) verksam som skådespelare och engagerad främst faderns teatersällskap, som turnerade i både Danmark och Norge. 1830-31 var hon engagerad hos teatersällskapet  Orlamundt & Miller i Trondheim, och därefter var hon danslärare fram till sitt giftermål 1834. 